# Mantenimiento de computadoras

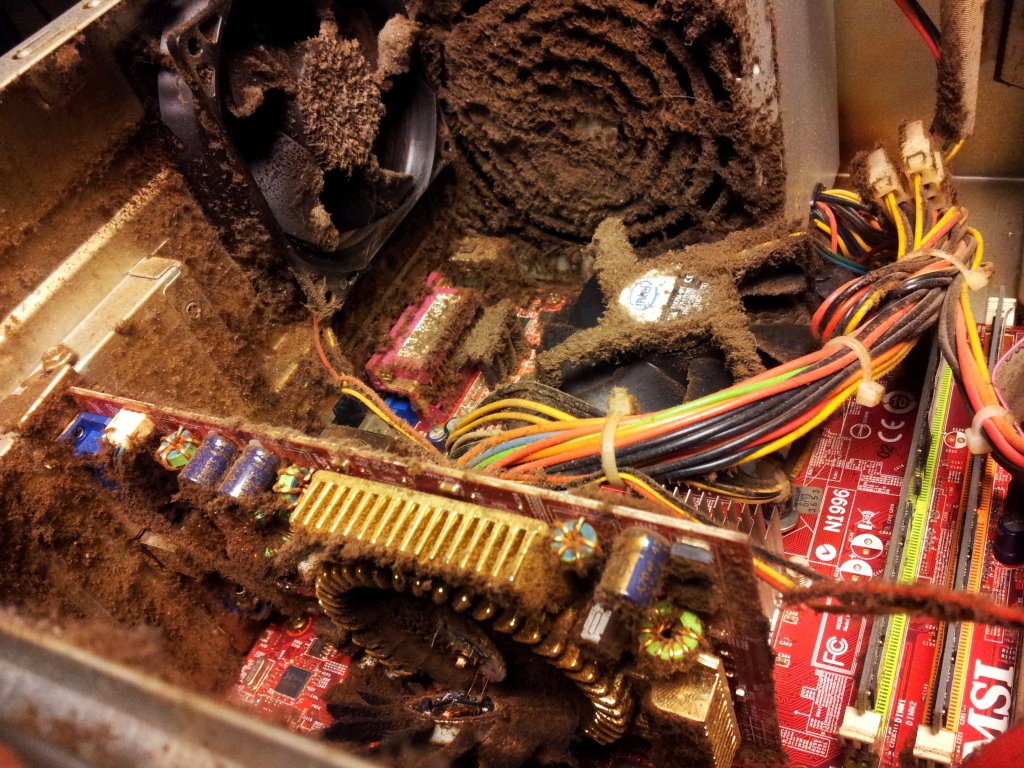
PC polvoriento y sucio

El mantenimiento de computadoras es la práctica de mantener las computadoras en buen estado.  Es posible que una computadora que contenga polvo y residuos acumulados no funcione correctamente.
El polvo y los residuos se acumularán como resultado del enfriamiento por aire. Cualquier filtro utilizado para mitigar necesita servicio y cambios regulares.  Si el sistema de refrigeración no está filtrado, la limpieza regular del ordenador puede evitar cortocircuitos y sobrecalentamientos.

## Componentes

### Teclado
Un teclado es un dispositivo de entrada esencial que permite a los usuarios comunicarse y enviar comandos a sus computadoras o teléfonos móviles. Inspirado en los teclados de las máquinas de escribir, el teclado actual ha evolucionado para adaptarse a las necesidades de la era digital.
Cada teclado está compuesto por una disposición de teclas que representan letras, números, símbolos y funciones especiales. Estas teclas pueden ser mecánicas o electrónicas y actúan como interruptores que envían señales a la computadora o al teléfono móvil cuando se presionan.
Al presionar una tecla, se establece una conexión eléctrica o mecánica que envía una señal codificada a la computadora o al dispositivo móvil. Esta señal se interpreta y se muestra en la pantalla como caracteres escritos, comandos o acciones específicas.
Los teclados modernos ofrecen una amplia gama de características y diseños ergonómicos para mejorar la comodidad y la eficiencia del usuario. Algunos teclados también cuentan con retroiluminación para facilitar la escritura en entornos con poca luz, teclas multimedia para un acceso rápido a funciones específicas y teclas programables que permiten personalizar la experiencia de escritura.

### Monitor
Un monitor muestra la información en forma  visual, utilizando texto y gráficos. La parte del monitor que muestra la información se denomina pantalla. Al igual que una pantalla de televisión, una pantalla de ordenador puede mostrar imágenes fijas o en movimiento y forma parte de los dispositivos de salida. Hay dos tipos básicos de monitores: Monitores CRT (tubo de rayos catódicos) y monitores LCD (pantalla de cristal líquido). Ambos tipos producen imágenes nítidas, pero los monitores LCD tienen la ventaja de ser mucho más delgados y ligeros. Sin embargo, los monitores CRT son generalmente más asequibles.
Las huellas dactilares, las manchas de agua y el polvo se eliminan de la pantalla con un paño de limpieza especializado para el tipo de pantalla (CRT, LCD, etc.).  Se utiliza un agente general de limpieza de plásticos en la carcasa exterior, que requiere un limpiador menos suave, pero que puede requerir una atención más centrada en las inusuales acumulaciones de polvo, suciedad, marcas de bolígrafos, etc., que son idiosincrásicas para el usuario y el entorno.

### Ratón(mouse)
Éste artilugio de hardware informático consta de dos o más botones y con una rueda adicionalmente. Éste tiene cómo finalidad una realmente muy semejante a la del teclado, pero permitiendo navegar e interactuar con el software mediante un puntero con forma de flecha. Posee un lector que en contacto con la superficie, logra detectar el movimiento que se le ejerce a éste. La superficie superior del ratón se limpia con un limpiador de plástico para eliminar la suciedad que se acumula al entrar en contacto con la mano, como en el teclado. La superficie inferior también se limpia para garantizar que pueda deslizarse libremente. Si se trata de un ratón mecánico, se saca el trackball, no sólo para limpiar la bola en sí, sino también para raspar la suciedad de los corredores que perciben el movimiento de la bola y pueden ponerse nerviosos o atascarse si la suciedad se lo impide. Adicionalmente, es recomendable que dicho dispositivo se deslice por una superficie adecuada, cómo podría ser una alfombrilla de ratón especializada en estos, con el fin de poder permitir un mejor movimiento y una mejor precisión a la hora de su uso

### Torre/unidad de mesa
Es el artilugio hardware principal encargado de contener todos los componentes y el equipo que conforma al ordenador, logrando mantenerlos seguros y protegidos contra posibles contactos, golpes, corrientes estáticas, etc. Los componentes internos acumulan el polvo traído por el flujo de aire mantenido por los ventiladores y disipadores, para evitar el sobrecalentamiento del PC. Un cepillo suave o una brocha especializada en equipo informático puede eliminar la mayoría de suciedad suelta; el resto se desplaza con aire comprimido y se elimina con una aspiradora de baja presión. La carcasa se limpia con un producto de limpieza. Un soplador presurizado o un limpiador de gas puede eliminar el polvo que no se puede alcanzar con un cepillo.

## Dato

### Copias de seguridad
Los datos importantes almacenados en los ordenadores pueden copiarse y archivarse de forma segura para que, en caso de fallo, puedan reconstruirse los datos y los sistemas.  Cuando se realizan tareas de mantenimiento importantes, como la aplicación de parches, se recomienda realizar una copia de seguridad como primer paso en caso de que falle la actualización y sea necesario realizar una reversión.
La limpieza del disco se puede realizar como mantenimiento regular para eliminarlos.  Los archivos pueden fragmentarse y ralentizar el rendimiento del equipo.  La desfragmentación de disco se puede realizar para combinar estos fragmentos y así mejorar el rendimiento.

### Asuntos legales
En los EE. UU., la Digital Millennium Copyright Act exime específicamente las actividades de mantenimiento de ordenadores, por lo que se pueden hacer copias de los archivos de derechos de autor en el curso del mantenimiento, siempre que se destruyan posteriormente.

## Software

### Sistema operativo
Los archivos del sistema operativo, como el registro de Windows, pueden requerir mantenimiento.   Para ello se puede utilizar una utilidad como un limpiador de registro. También el desfragmentador de disco incorporado también ayudará.

### Actualizaciones de software
Los paquetes de software y los sistemas operativos pueden requerir actualizaciones regulares para corregir errores de software y para abordar las debilidades de seguridad.

## Seguridad
El mantenimiento de la seguridad implica la gestión e instalación de vulnerabilidades y el correcto funcionamiento de programas antivirus como Kaspersky, Avast Antivirus, McAfee y ClamWin están disponibles.